# Seyed Mehdi Miraboutalebi
Seyed Mehdi Miraboutalebi (* 3. April 1952) ist ein iranischer Politiker und war von 2008 bis 2012 Botschafter der Islamischen Republik in Frankreich.

## Leben
Seyed Mehdi Miraboutalebi ist verheiratet und drei Kinder. Von 1975 bis 1978 studierte er Bauingenieurwesen an der University of Missouri. Von 1980 bis 1981 war er Stellvertreter des Gouverneurs von Chorasan. 1982 beriet er den Minister für Energie zum Thema Wasser. Von 1982 bis 1989 war er Geschäftsführer und Vorstand  der 1966 gegründeten „Société de construction de barrages et des installations d’irrigation“ (SABIR). Von 1989 bis 1997 beriet er die Industrial Development and Renovation Organization (IDRO). Von 1989 bis 1993 war er Vorstandsmitglied der „Société de machines et matériel pour la construction des routes“ (HEPCO). Von 1991 bis 1993 war er Vorstandsmitglied von Pars Khodro. Von 1992 bis 1997 leitete er die Industrial Development & Renovation Organization of Iran (IDRO).
1993 trat Seyed Mehdi Miraboutalebi in den auswärtigen Dienst. Von 1994 bis 1995 war er Geschäftsträger in Paris. Von 1995 bis 2000 war er Botschafter in Turkmenistan. Von 2000 bis 2001 war er Geschäftsführer beim Energieversorgungsunternehmen ENERGY PARS. Von 2001 bis 2008 wurde er im persischen Außenministerium beschäftigt und vertrat den Außenminister in Energiefragen. 
Von Oktober 2008 bis 2012 war er außerordentlicher und bevollmächtigter Botschafter der iranischen Regierung von Mahmud Ahmadinedschad in Frankreich. Dort agitierte Miraboutalebi 2010 bei einer Versammlung prominenter Rechtsradikaler in Paris gegen „das zionistische Regime, das man Israel nennt“. Er behauptete weiter, dass eine zionistische Lobby die amerikanische Regierung kontrolliere.
Aktuell ist Miraboutalebi für das iranische Industrie- und Handelsministerium tätig.